# Langsværd
Et langsværd er en type europæisk sværd, der er karakteriseret ved at have en håndtag med parerstang i korsform med et greb beregnet til to hænder (normalt 16-28 cm langt) og en lige dobbeltægget klinge på 85-110 cm, og envægt på omkring 1-1,5 kg.
"Langsværd"-typen er en fortsættelse af det middelalderlige riddersværd og renæssancens Zweihänder. Det var fremherskende i senmiddelalderen og renæssancen (omkring 1350 til 1550), men der er også eksempler på langsværd helt tilbage i 1200-tallet og op i 1600-tallet.
Der findes adskillige eksempler på brug af langsværdet, og teknikker og anvendelser beskrives bl.a. i den tyske fægteskole, hvor der er findes eksempler i bl.a. Codex Wallerstein og Hans Talhoffers manual.